# حمریان
حمریان، روستایی در دهستان مهاجران بخش مهاجران شهرستان شازند در استان مرکزی ایران است.

## جمعیت
بر پایه سرشماری عمومی نفوس و مسکن در سال ۱۳۹۵، جمعیت این روستا برابر با ۵۹ نفر (۱۸ خانوار) بوده است.